# NGC 6463
NGC 6463 is een elliptisch sterrenstelsel in het sterrenbeeld Draak. Het hemelobject werd op 9 juli 1886 ontdekt door de Amerikaanse astronoom Lewis A. Swift.

## Synoniemen
- MCG 11-21-22
- ZWG 321.37
- ZWG 322.7
- NPM1G +67.0152
- PGC 60755